# Landschaftsschutzgebiet Mühlental
Das Landschaftsschutzgebiet Mühlental ist ein 3,95 ha großes Landschaftsschutzgebiet (LSG) nördlich von Giershagen im Stadtgebiet von Marsberg. Das Gebiet wurde 2008 mit dem Landschaftsplan Marsberg durch den Kreistag des Hochsauerlandkreises ausgewiesen. Das LSG grenzt überwiegend an das Landschaftsschutzgebiet Bredelarer Kammer / Fürstenberger Wald vom Typ A an.

## Beschreibung
Im Landschaftsschutzgebiet Mühlental befindet sich fast nur Grünland. Das Grünland wird als Weide meist mit Rindern genutzt oder ist brachgefallen. Eine Teichanlage zur Fischzucht befindet sich im Tal. Das gut 1,2 km lange Grünlandtälchen ist nur 30 bis 35 m breit. Das Tal teilt die geschlossenen Waldflächen zwischen Priesterberg und Giershagener Wald.

## Schutzzweck
Die Ausweisung erfolgte zur Erhaltung, Ergänzung und Optimierung eines Grünlandbiotop-Verbundsystems in den Talauen und den Magergrünland-Gesellschaften in den Naturschutzgebieten, damit Tiere und Pflanzen Wanderungs- und Ausbreitungsmöglichkeiten behalten, und dem Erhalt der Vorkommen geschützter Vogelarten sowie dem Schutz artenreicher Pflanzengesellschaften.

## Rechtlicher Rahmen
Das Landschaftsschutzgebiet Mühlental wurde als eines von 30 Landschaftsplangebieten vom Typ C, Wiesentäler und ornithologisch bedeutsames Offenland ausgewiesen. Im Landschaftsplangebiet Marsberg gibt es auch drei Landschaftsschutzgebiete vom LSG Typ A, Allgemeiner Landschaftsschutz, wo unter anderem das Errichten von Bauten verboten ist. Ferner 17 Landschaftsschutzgebiete vom LSG Typ B, Ortsrandlagen und Landschaftscharakter, wo zusätzlich Erstaufforstungen und auch die Neuanlage von Weihnachtsbaumkulturen, Schmuckreisig- und Baumschulkulturen verboten sind. Wie in den anderen 29 Landschaftsschutzgebieten vom Typ C im Landschaftsplangebiet Marsberg besteht im LSG Landschaftsschutzgebiet Mühlental zusätzlich ein Umwandlungsverbot von Grünland und Grünlandbrachen in Acker oder andere Nutzungsformen. Eine maximal zweijährige Ackernutzung innerhalb von zwölf Jahren ist erlaubt, falls damit die Erneuerung der Grasnarbe vorbereitet wird. Dies gilt als erweiterter Pflegeumbruch. Beim erweiterten Pflegeumbruch muss ein Mindestabstand von 5 m vom Mittelwasserbett eingehalten werden.